# Station Saint-Malo
Station Saint-Malo is een spoorwegstation in de Franse stad Saint-Malo.
Het wordt bediend door:
- De TGV naar Paris-Montparnasse via Rennes.
- Treinen van het netwerk TER Bretagne naar Rennes.